# Liste der Gebietsänderungen in Sachsen 1999
Die Liste der Gebietsänderungen in Sachsen 1999 enthält Änderungen an Gemeindegebieten des Freistaats Sachsen in der Zeit vom 1. Januar 1999 bis zum 31. Dezember 1999. Dazu zählen unter anderem Zusammenschlüsse und Trennungen von Gemeinden, Eingliederungen von Gemeinden in eine andere, Änderungen des Gemeindenamens und Umgliederungen von Teilen einer Gemeinde in eine andere.

## Legende
- Datum: juristisches Wirkungsdatum der Gebietsänderung
- Gemeinde vor der Änderung: Gemeinde vor der Gebietsänderung
- Gebietsänderung: Art der Gebietsänderung
- Gemeinde nach der Änderung: Gemeinde nach der Gebietsänderung
- Landkreis: Landkreis der Gemeinde nach der Gebietsänderung
- OT: Ortsteil

Die Sortierung erfolgt chronologisch: Datum, kreisfreie Städte, Landkreise, aufnehmende oder neu gebildete Gemeinde. Heute noch bestehende Gemeinden sind farbig unterlegt.

## Liste der Gebietsänderungen
| Datum      | Gemeinde vor der Änderung | Gebietsänderung    | Gemeinde nach der Änderung  | Landkreis                           |
| ---------- | --- | ------------------ | --------------------------- | ----------------------------------- |
| 01.01.1999 | Grüna Mittelbach Röhrsdorf Wittgensdorf mit Murschnitz | Eingliederung nach | Chemnitz                    | –                                   |
| 01.01.1999 | Gompitz mit Ockerwitz, Pennrich, Roitzsch, Steinbach, Unkersdorf, Zöllmen Langebrück mit Heidehof, Schönborn Mobschatz mit Alt-Leuteritz, Brabschütz, Merbitz, Podemus, Rennersdorf Schönfeld-Weißig mit Rossendorf, Borsberg, Cunnersdorf, Eichbusch, Eschdorf, Gönnsdorf, Helfenberg, Malschendorf, Pappritz, Reitzendorf, Rockau, Schönfeld, Schullwitz, Weißig, Zaschendorf Weixdorf mit Marsdorf                    | Eingliederung nach | Dresden                     | –                                   |
| 01.01.1999 | Bannewitz 193,4 Hektar mit 254 Einwohnern (Ortsteil Kauscha) | Umgliederung nach  | Dresden                     | –                                   |
| 01.01.1999 | Reichenberg 14 Hektar | Umgliederung nach  | Dresden                     | –                                   |
| 01.01.1999 | Kunnerwitz mit Klein Neundorf Ludwigsdorf mit Ober-Neundorf | Eingliederung nach | Görlitz                     | –                                   |
| 01.01.1999 | Schöpstal 479 Hektar mit 47 Einwohnern (Ortsteil Stadtgrabensiedlung) | Umgliederung nach  | Görlitz                     | –                                   |
| 01.01.1999 | Elsterheide 705 Hektar Lohsa 20 Hektar Spreetal 50 Hektar Wittichenau 204 Hektar | Umgliederung nach  | Hoyerswerda                 | –                                   |
| 01.01.1999 | Böhlitz-Ehrenberg mit Barneck, Böhlitz, Ehrenberg, Gundorf Engelsdorf mit Althen, Kleinpösna, Engelsdorf, Sommerfeld Holzhausen mit Holzhausen (Sa.), Zuckelhausen Liebertwolkwitz Lindenthal mit Lindenthal, Breitenfeld Lützschena-Stahmeln mit Stahmeln, Lützschena, Quasnitz, Hänichen Miltitz mit Großmiltitz, Kleinmiltitz Mölkau mit Mölkau, Zweinaundorf Wiederitzsch mit Kleinwiederitzsch und Großwiederitzsch | Eingliederung nach | Leipzig                     | –                                   |
| 01.01.1999 | Kulkwitz OT Bösdorf, Eythra (teilweise), Knautnaundorf, Rehbach Radefeld (556 ha) | Umgliederung nach  | Leipzig                     | –                                   |
| 01.01.1999 | Jößnitz Kauschwitz Neundorf Straßberg | Eingliederung nach | Plauen                      | –                                   |
| 01.01.1999 | Cainsdorf Mosel Oberrothenbach Schlunzig | Eingliederung nach | Zwickau                     | –                                   |
| 01.01.1999 | Dennheritz (60 ha) Lauenhain (300 ha) Lichtentanne OT Hüttelsgrün Mülsen St. Jacob (20 ha) Mülsen St. Micheln (40 ha) Niedermülsen (5 ha) Stangendorf (20 ha) Thurm (110 ha) Wulm (40 ha) | Umgliederung nach  | Zwickau                     | –                                   |
| 01.01.1999 | Geyersdorf | Eingliederung nach | Annaberg-Buchholz           | Annaberg                            |
| 01.01.1999 | Neudorf (35 ha) | Umgliederung nach  | Bärenstein                  | Annaberg                            |
| 01.01.1999 | Walthersdorf | Eingliederung nach | Crottendorf                 | Annaberg                            |
| 01.01.1999 | Hermannsdorf | Eingliederung nach | Elterlein                   | Annaberg                            |
| 01.01.1999 | Steinbach | Eingliederung nach | Jöhstadt                    | Annaberg                            |
| 01.01.1999 | Arnsfeld Mildenau | Zusammenschluss zu | Mildenau                    | Annaberg                            |
| 01.01.1999 | Cranzahl Neudorf Sehma | Zusammenschluss zu | Sehmatal                    | Annaberg                            |
| 01.01.1999 | Herold Jahnsbach Thum | Zusammenschluss zu | Thum                        | Annaberg                            |
| 01.01.1999 | Neundorf Schönfeld Thermalbad Wiesenbad Wiesa | Zusammenschluss zu | Wiesa                       | Annaberg                            |
| 01.01.1999 | Waschleithe | Eingliederung nach | Beierfeld                   | Aue-Schwarzenberg                   |
| 01.01.1999 | Affalter | Eingliederung nach | Lößnitz                     | Aue-Schwarzenberg                   |
| 01.01.1999 | Lindenau | Eingliederung nach | Schneeberg                  | Aue-Schwarzenberg                   |
| 01.01.1999 | Bermsgrün Erla | Eingliederung nach | Schwarzenberg/Erzgeb.       | Aue-Schwarzenberg                   |
| 01.01.1999 | Hundshübel | Eingliederung nach | Stützengrün                 | Aue-Schwarzenberg                   |
| 01.01.1999 | Kleinwelka | Eingliederung nach | Bautzen                     | Bautzen                             |
| 01.01.1999 | Kubschütz OT Auritz und weitere Flurstücke (253 ha) | Umgliederung nach  | Bautzen                     | Bautzen                             |
| 01.01.1999 | Cunewalde Weigsdorf-Köblitz | Zusammenschluss zu | Cunewalde                   | Bautzen                             |
| 01.01.1999 | Gaußig Gnaschwitz-Doberschau | Zusammenschluss zu | Doberschau-Gaußig           | Bautzen                             |
| 01.01.1999 | Eulowitz | Eingliederung nach | Großpostwitz/O.L.           | Bautzen                             |
| 01.01.1999 | Rodewitz/Spree | Eingliederung nach | Kirschau                    | Bautzen                             |
| 01.01.1999 | Milkel Radibor | Zusammenschluss zu | Radibor                     | Bautzen                             |
| 01.01.1999 | Weifa | Eingliederung nach | Steinigtwolmsdorf           | Bautzen                             |
| 01.01.1999 | Callenberg Chursbachtal | Zusammenschluss zu | Callenberg                  | Chemnitzer Land                     |
| 01.01.1999 | Waldenburg (20 ha) | Umgliederung nach  | Glauchau                    | Chemnitzer Land                     |
| 01.01.1999 | Wüstenbrand | Eingliederung nach | Hohenstein-Ernstthal        | Chemnitzer Land                     |
| 01.01.1999 | Oberlungwitz (13 ha) St. Egidien (542 ha) | Umgliederung nach  | Hohenstein-Ernstthal        | Chemnitzer Land                     |
| 01.01.1999 | Kändler Pleißa | Eingliederung nach | Limbach-Oberfrohna          | Chemnitzer Land                     |
| 01.01.1999 | Dürrenuhlsdorf | Eingliederung nach | Waldenburg                  | Chemnitzer Land                     |
| 01.01.1999 | Schnaditz Tiefensee | Eingliederung nach | Bad Düben                   | Delitzsch                           |
| 01.01.1999 | Kossa Pressel | Zusammenschluss zu | Kossa                       | Delitzsch                           |
| 01.01.1999 | Kletzen-Zschölkau | Eingliederung nach | Krostitz                    | Delitzsch                           |
| 01.01.1999 | Podelwitz | Eingliederung nach | Rackwitz                    | Delitzsch                           |
| 01.01.1999 | Glesien Radefeld | Eingliederung nach | Schkeuditz                  | Delitzsch                           |
| 01.01.1999 | Krippehna OT Göritz | Umgliederung nach  | Schönwölkau                 | Delitzsch                           |
| 01.01.1999 | Glaucha Hohenprießnitz Krippehna Naundorf Zschepplin | Zusammenschluss zu | Zschepplin                  | Delitzsch                           |
| 01.01.1999 | Polkenberg | Eingliederung nach | Bockelwitz                  | Döbeln                              |
| 01.01.1999 | Kiebitz Noschkowitz Schrebitz | Eingliederung nach | Ostrau                      | Döbeln                              |
| 01.01.1999 | Augustusburg Erdmannsdorf Hennersdorf | Zusammenschluss zu | Augustusburg                | Freiberg                            |
| 01.01.1999 | Reichenbach bei Siebenlehn | Eingliederung nach | Großschirma                 | Freiberg                            |
| 01.01.1999 | Fischbach Wallroda | Eingliederung nach | Arnsdorf b. Dresden         | Kamenz                              |
| 01.01.1999 | Hoyerswerda (125 ha) Laubusch (17 ha) Lauta (215 ha) | Umgliederung nach  | Elsterheide                 | Kamenz                              |
| 01.01.1999 | Bernbruch Deutschbaselitz Lückersdorf-Gelenau Zschornau-Schiedel | Eingliederung nach | Kamenz                      | Kamenz                              |
| 01.01.1999 | Neukirch (161 ha) | Umgliederung nach  | Königsbrück                 | Kamenz                              |
| 01.01.1999 | Elsterheide (205 ha) | Umgliederung nach  | Laubusch                    | Kamenz                              |
| 01.01.1999 | Elsterheide (105 ha) | Umgliederung nach  | Lauta                       | Kamenz                              |
| 01.01.1999 | Koitzsch | Eingliederung nach | Neukirch                    | Kamenz                              |
| 01.01.1999 | Hermsdorf Medingen Ottendorf-Okrilla | Zusammenschluss zu | Ottendorf-Okrilla           | Kamenz                              |
| 01.01.1999 | Großerkmannsdorf Ullersdorf b. Radeberg | Eingliederung nach | Radeberg                    | Kamenz                              |
| 01.01.1999 | Hoyerswerda (50 ha) | Umgliederung nach  | Wittichenau                 | Kamenz                              |
| 01.01.1999 | Mölbis | Eingliederung nach | Espenhain                   | Leipziger Land                      |
| 01.01.1999 | Eschefeld Frauendorf Nenkersdorf Roda | Eingliederung nach | Frohburg                    | Leipziger Land                      |
| 01.01.1999 | Jahnshain | Eingliederung nach | Kohren-Sahlis               | Leipziger Land                      |
| 01.01.1999 | Kulkwitz OT Gärnitz, Kulkwitz, Seebenisch | Umgliederung nach  | Markranstädt                | Leipziger Land                      |
| 01.01.1999 | Kulkwitz Eythra (teilweise) | Umgliederung nach  | Zwenkau                     | Leipziger Land                      |
| 01.01.1999 | Heuersdorf Ramsdorf | Eingliederung nach | Regis-Breitingen            | Leipziger Land                      |
| 01.01.1999 | Neueibau Walddorf | Eingliederung nach | Eibau                       | Löbau-Zittau                        |
| 01.01.1999 | Hirschfelde Wittgendorf | Zusammenschluss zu | Hirschfelde                 | Löbau-Zittau                        |
| 01.01.1999 | Löbau (97 ha) | Umgliederung nach  | Kittlitz                    | Löbau-Zittau                        |
| 01.01.1999 | Ebersdorf | Eingliederung nach | Löbau                       | Löbau-Zittau                        |
| 01.01.1999 | Kittlitz (95 ha) | Umgliederung nach  | Löbau                       | Löbau-Zittau                        |
| 01.01.1999 | Ottenhain | Eingliederung nach | Niedercunnersdorf           | Löbau-Zittau                        |
| 01.01.1999 | Kottmarsdorf | Eingliederung nach | Obercunnersdorf             | Löbau-Zittau                        |
| 01.01.1999 | Niederoderwitz Oberoderwitz | Zusammenschluss zu | Oderwitz                    | Löbau-Zittau                        |
| 01.01.1999 | Hartau | Eingliederung nach | Zittau                      | Löbau-Zittau                        |
| 01.01.1999 | Diera Zehren | Zusammenschluss zu | Diera-Zehren                | Meißen                              |
| 01.01.1999 | Gauernitz Klipphausen Scharfenberg | Zusammenschluss zu | Klipphausen                 | Meißen                              |
| 01.01.1999 | Moritzburg Reichenberg | Zusammenschluss zu | Moritzburg                  | Meißen                              |
| 01.01.1999 | Großdittmannsdorf Promnitztal Radeburg | Zusammenschluss zu | Radeburg                    | Meißen                              |
| 01.01.1999 | Tanneberg | Eingliederung nach | Triebischtal                | Meißen                              |
| 01.01.1999 | Deutscheinsiedel Deutschneudorf | Zusammenschluss zu | Deutschneudorf              | Mittlerer Erzgebirgskreis           |
| 01.01.1999 | Streckewalde | Eingliederung nach | Großrückerswalde            | Mittlerer Erzgebirgskreis           |
| 01.01.1999 | Lengefeld Lippersdorf Reifland Wünschendorf | Zusammenschluss zu | Lengefeld                   | Mittlerer Erzgebirgskreis           |
| 01.01.1999 | Dörnthal Hallbach Pfaffroda b. Sayda | Zusammenschluss zu | Pfaffroda                   | Mittlerer Erzgebirgskreis           |
| 01.01.1999 | Grießbach Venusberg | Zusammenschluss zu | Venusberg                   | Mittlerer Erzgebirgskreis           |
| 01.01.1999 | Falkenbach Gehringswalde Hilmersdorf Schönbrunn Wolkenstein | Zusammenschluss zu | Wolkenstein                 | Mittlerer Erzgebirgskreis           |
| 01.01.1999 | Ansprung Zöblitz | Zusammenschluss zu | Zöblitz                     | Mittlerer Erzgebirgskreis           |
| 01.01.1999 | Krumhermersdorf | Eingliederung nach | Zschopau                    | Mittlerer Erzgebirgskreis           |
| 01.01.1999 | Auerswalde Lichtenau Ottendorf | Zusammenschluss zu | Auerswalde                  | Mittweida                           |
| 01.01.1999 | Erlau Milkau | Zusammenschluss zu | Erlau                       | Mittweida                           |
| 01.01.1999 | Aitzendorf Arras Holzhausen | Eingliederung nach | Geringswalde                | Mittweida                           |
| 01.01.1999 | Schlegel | Eingliederung nach | Hainichen                   | Mittweida                           |
| 01.01.1999 | Stein i. Chemnitztal | Eingliederung nach | Königshain-Wiederau         | Mittweida                           |
| 01.01.1999 | Grünlichtenberg | Eingliederung nach | Kriebstein                  | Mittweida                           |
| 01.01.1999 | Lauenhain-Tanneberg | Eingliederung nach | Mittweida                   | Mittweida                           |
| 01.01.1999 | Chursdorf (0,5 ha) | Umgliederung nach  | Mühlau                      | Mittweida                           |
| 01.01.1999 | Chursdorf Tauscha Thierbach | Eingliederung nach | Penig                       | Mittweida                           |
| 01.01.1999 | Rossau Schönborn-Dreiwerden-Seifersbach | Zusammenschluss zu | Rossau                      | Mittweida                           |
| 01.01.1999 | Steinbach | Eingliederung nach | Bad Lausick                 | Muldentalkreis                      |
| 01.01.1999 | Borsdorf Panitzsch | Zusammenschluss zu | Borsdorf                    | Muldentalkreis                      |
| 01.01.1999 | Beucha Brandis | Zusammenschluss zu | Brandis                     | Muldentalkreis                      |
| 01.01.1999 | Falkenhain Meltewitz Thammenhain | Zusammenschluss zu | Falkenhain                  | Muldentalkreis                      |
| 01.01.1999 | Fuchshain | Eingliederung nach | Naunhof                     | Muldentalkreis                      |
| 01.01.1999 | Altenhain | Eingliederung nach | Trebsen/Mulde               | Muldentalkreis                      |
| 01.01.1999 | Reichwalde | Eingliederung nach | Boxberg                     | Niederschlesischer Oberlausitzkreis |
| 01.01.1999 | Kromlau | Eingliederung nach | Gablenz                     | Niederschlesischer Oberlausitzkreis |
| 01.01.1999 | Halbendorf | Eingliederung nach | Groß Düben                  | Niederschlesischer Oberlausitzkreis |
| 01.01.1999 | Deschka | Eingliederung nach | Neißeaue                    | Niederschlesischer Oberlausitzkreis |
| 01.01.1999 | Lodenau Uhsmannsdorf | Eingliederung nach | Rothenburg/O.L.             | Niederschlesischer Oberlausitzkreis |
| 01.01.1999 | Mühlrose | Eingliederung nach | Trebendorf                  | Niederschlesischer Oberlausitzkreis |
| 01.01.1999 | Beiersdorf Reinersdorf | Eingliederung nach | Ebersbach                   | Riesa-Großenhain                    |
| 01.01.1999 | Folbern | Eingliederung nach | Großenhain                  | Riesa-Großenhain                    |
| 01.01.1999 | Schönborn | Eingliederung nach | Lampertswalde               | Riesa-Großenhain                    |
| 01.01.1999 | Baßlitz Lenz Priestewitz Strießen | Zusammenschluss zu | Priestewitz                 | Riesa-Großenhain                    |
| 01.01.1999 | Plotitz Stauchitz | Zusammenschluss zu | Stauchitz                   | Riesa-Großenhain                    |
| 01.01.1999 | Gohlis | Eingliederung nach | Zeithain                    | Riesa-Großenhain                    |
| 01.01.1999 | Bad Gottleuba Bahratal Berggießhübel Langenhennersdorf | Zusammenschluss zu | Bad Gottleuba-Berggießhübel | Sächsische Schweiz                  |
| 01.01.1999 | Krippen | Eingliederung nach | Bad Schandau                | Sächsische Schweiz                  |
| 01.01.1999 | Meusegast Röhrsdorf | Eingliederung nach | Dohna                       | Sächsische Schweiz                  |
| 01.01.1999 | Wilschdorf | Eingliederung nach | Dürrröhrsdorf-Dittersbach   | Sächsische Schweiz                  |
| 01.01.1999 | Leupoldishain | Eingliederung nach | Königstein/Sächs. Schw.     | Sächsische Schweiz                  |
| 01.01.1999 | Birkwitz-Pratzschwitz Graupa | Eingliederung nach | Pirna                       | Sächsische Schweiz                  |
| 01.01.1999 | Burkhardtsdorf Kemtau Meinersdorf | Zusammenschluss zu | Burkhardtsdorf              | Stollberg                           |
| 01.01.1999 | Ursprung | Eingliederung nach | Erlbach-Kirchberg           | Stollberg                           |
| 01.01.1999 | Jahnsdorf Leukersdorf/Erzgeb. | Zusammenschluss zu | Jahnsdorf/Erzgeb.           | Stollberg                           |
| 01.01.1999 | Adorf/Erzgeb. | Eingliederung nach | Neukirchen/Erzgeb.          | Stollberg                           |
| 01.01.1999 | Neuwürschnitz | Eingliederung nach | Oelsnitz/Erzgeb.            | Stollberg                           |
| 01.01.1999 | Beutha | Eingliederung nach | Stollberg/Erzgeb.           | Stollberg                           |
| 01.01.1999 | Hormersdorf | Eingliederung nach | Zwönitz                     | Stollberg                           |
| 01.01.1999 | Döbrichau | Eingliederung nach | Beilrode                    | Torgau-Oschatz                      |
| 01.01.1999 | Lausa Neußen | Eingliederung nach | Belgern                     | Torgau-Oschatz                      |
| 01.01.1999 | Wörblitz | Eingliederung nach | Dommitzsch                  | Torgau-Oschatz                      |
| 01.01.1999 | Audenhain Mockrehna Schöna Strelln Wildenhain Wildschütz | Zusammenschluss zu | Mockrehna                   | Torgau-Oschatz                      |
| 01.01.1999 | Kobershain Taura | Eingliederung nach | Schildau                    | Torgau-Oschatz                      |
| 01.01.1999 | Zinna (190 ha) | Umgliederung nach  | Torgau                      | Torgau-Oschatz                      |
| 01.01.1999 | Luppa | Eingliederung nach | Wermsdorf                   | Torgau-Oschatz                      |
| 01.01.1999 | Leubetha | Eingliederung nach | Adorf                       | Vogtlandkreis                       |
| 01.01.1999 | Beerheide | Eingliederung nach | Auerbach/Vogtl.             | Vogtlandkreis                       |
| 01.01.1999 | Dröda | Eingliederung nach | Burgstein                   | Vogtlandkreis                       |
| 01.01.1999 | Wernitzgrün | Eingliederung nach | Erlbach                     | Vogtlandkreis                       |
| 01.01.1999 | Oberlauterbach Trieb (Vogtl.) | Eingliederung nach | Falkenstein/Vogtl.          | Vogtlandkreis                       |
| 01.01.1999 | Schönbrunn Waldkirchen | Eingliederung nach | Lengenfeld                  | Vogtlandkreis                       |
| 01.01.1999 | Leubnitz Rodau Rößnitz Schneckengrün | Zusammenschluss zu | Leubnitz                    | Vogtlandkreis                       |
| 01.01.1999 | Landwüst | Eingliederung nach | Markneukirchen              | Vogtlandkreis                       |
| 01.01.1999 | Schönberg | Eingliederung nach | Mehltheuer                  | Vogtlandkreis                       |
| 01.01.1999 | Brockau | Eingliederung nach | Netzschkau                  | Vogtlandkreis                       |
| 01.01.1999 | Schneidenbach | Eingliederung nach | Reichenbach/Vogtl.          | Vogtlandkreis                       |
| 01.01.1999 | Mylau (7 ha) | Umgliederung nach  | Reichenbach/Vogtl.          | Vogtlandkreis                       |
| 01.01.1999 | Eich/Sa. Hartmannsgrün | Eingliederung nach | Treuen                      | Vogtlandkreis                       |
| 01.01.1999 | Kloschwitz Kürbitz | Eingliederung nach | Weischlitz                  | Vogtlandkreis                       |
| 01.01.1999 | Bärenfels Falkenhain | Eingliederung nach | Altenberg                   | Weißeritzkreis                      |
| 01.01.1999 | Bannewitz Possendorf | Zusammenschluss zu | Bannewitz                   | Weißeritzkreis                      |
| 01.01.1999 | Pesterwitz | Eingliederung nach | Freital                     | Weißeritzkreis                      |
| 01.01.1999 | Colmnitz Klingenberg Pretzschendorf | Zusammenschluss zu | Pretzschendorf              | Weißeritzkreis                      |
| 01.01.1999 | Kurort Hartha Pohrsdorf Tharandt | Zusammenschluss zu | Tharandt                    | Weißeritzkreis                      |
| 01.01.1999 | Lauenhain | Eingliederung nach | Crimmitschau                | Zwickauer Land                      |
| 01.01.1999 | Cunersdorf | Eingliederung nach | Kirchberg                   | Zwickauer Land                      |
| 01.01.1999 | Mülsen St. Jacob Mülsen St. Micheln Mülsen St. Niclas Niedermülsen Ortmannsdorf Stangendorf Thurm Wulm | Zusammenschluss zu | Mülsen                      | Zwickauer Land                      |
| 01.01.1999 | Lauenhain (20 ha) | Umgliederung nach  | Neukirchen/Pleiße           | Zwickauer Land                      |
| 01.01.1999 | Friedrichsgrün Reinsdorf Vielau | Zusammenschluss zu | Reinsdorf                   | Zwickauer Land                      |
| 01.01.1999 | Leubnitz | Eingliederung nach | Werdau                      | Zwickauer Land                      |
| 01.01.1999 | Wiesenburg Wildenfels | Zusammenschluss zu | Wildenfels                  | Zwickauer Land                      |
| 01.01.1999 | Culitzsch Silberstraße | Eingliederung nach | Wilkau-Haßlau               | Zwickauer Land                      |
| 20.01.1999 | Spremberg, Brandenburg (18 ha) | Umgliederung nach  | Spreetal                    | Kamenz                              |
| 20.01.1999 | Schleife (4 ha) | Umgliederung nach  | Graustein                   | Spree-Neiße, Brandenburg            |
| 20.01.1999 | Spreetal (15 ha) | Umgliederung nach  | Spremberg                   | Spree-Neiße, Brandenburg            |
| 12.02.1999 | Boxberg | Namensänderung zu  | Boxberg/O.L.                | Niederschlesischer Oberlausitzkreis |
| 01.04.1999 | Johanngeorgenstadt (1,2 ha) | Umgliederung nach  | Eibenstock                  | Aue-Schwarzenberg                   |
| 01.04.1999 | Schönwölkau (1,9 ha) | Umgliederung nach  | Löbnitz                     | Delitzsch                           |
| 01.04.1999 | Plauen OT Koblitzschwalde | Umgliederung nach  | Weischlitz                  | Vogtlandkreis                       |
| 06.04.1999 | Eibenstock (0,8 ha) | Umgliederung nach  | Schönheide                  | Aue-Schwarzenberg                   |
| 01.08.1999 | Jesewitz (0,08 ha) | Umgliederung nach  | Eilenburg                   | Nordsachsen                         |
| 01.08.1999 | Eilenburg (0,07 ha) | Umgliederung nach  | Jesewitz                    | Nordsachsen                         |
| 01.11.1999 | Brünlos | Eingliederung nach | Zwönitz                     | Stollberg                           |

## Quelle
- Statistisches Landesamt Sachsen: Gebietsänderungen ab 1. Januar 1999 bis 31. Dezember 1999 (XLSX-Datei; 46 kB)